# 倉田乃彩
倉田 乃彩（くらた のあ、2001年〈平成13年〉9月19日 - ）は、日本のファッションモデル、タレント、YouTuber、TikToker。長野県出身。Churros所属。身長164.5cm。ABEMA「今日、好きになりました。」に三度、出演経験あり。

## 経歴
2019年2月26日、Churrosに所属。
同年10月1日、ファッションブランド「&rere」公式モデルに就任。
2020年6月30日、TGC公式YouTubeチャンネルの新MCに就任。

## 人物
- 趣味は美容、ショッピング、ファッション、メイク。
- 自身の美容に対する知識や経験を活かし、SNSでは多くの情報を発信しており、ファンの支持を得ている。
- 長野県出身タレントとして、長野県のイベントや魅力のアピールにも尽力している。

## 出演

### モデル
- &rere公式モデル
- 振袖TEENS第二期メンバー
- ファーストキッチン 伊右衛門レモネードキャラクター
- TGC公式YouTubeチャンネルMC
- Dress プロデュース
- JA全農長野 フルーツアンバサダー

### Web
- 今日、好きになりました。ハワイ編[2](2019年4月1日 - 2019年4月29日、ABEMA)
- 今日、好きになりました。香港ディズニーランド編[3](2019年5月6日 - 2019年6月3日、ABEMA)
- PreTV (2019年6月、YouTube)
- 今日、好きになりました。夏休み編[4](2019年7月15日 - 2019年8月26日、ABEMA)
- あれほど逃げろと言ったのに… (2019年8月、ABEMA)
- ガチハヤリBOOKS (2019年10月12日、AbemaTV)
- 渋谷オルガン坂生徒会 (2020年1月12日、DHCテレビジョン)
- コパトーン キレイ魅せUVシリーズ CM (2020年6月16日、ABEMA)
- I-LAND最終回直前！K-POP特番 (2020年9月18日、AbemaTV)
- 呪いの彫像 主演 (2022年10月、ABEMA)

### TV
- ふるさとライブ (2020年3月、長野放送)
- 会心の一ゲー (2021年2月19日、テレビ東京)
- ワシんとこ・ポスト (2022年8月12日、BSよしもと)

### イベント
- KANSAI COLLECTION (京セラドーム大阪)
  - 2019 A/W (2019年8月27日)
  - 2021 A/W (2021年9月5日)
  - 2022 S/S (2022年3月5日)
- Rakuten GirlsAward
  - 2019年 A/W (2019年9月28日)
  - 2022年 A/W (2022年10月8日)
- KOBE COLLECTION
  - 2020年 (2020年10月18日)
  - 2021年 (2021年6月19日)
  - 2022年 (2022年3月26日)
- TOKYO GIRLS COLLECTION
  - 2021年 (2021年2月28日)
- SAPPORO COLLECTION
  - 2021年 S/S (2021年5月25日)
- 茨城国体 開催100日前記念イベント（2019年6月23日）
- 今日好き由比ヶ浜編イベント（2019年8月24日）
- ヴィーナスアカデミー大阪校イベント（2019年10月29日）
- WEGO25周年イベント（2019年11月1日）
- JAPANMODELS大阪（2019年11月3日）
- KOI♡SUKI　CAFEin福岡（2019年12月4日）
- Skullcandyイベント（2019年12月15日）
- 振袖TEENSお披露目イベント（2020年1月14日）
- ヴィーナスアカデミーオンラインイベント（2020年6月21日）
- NAGOYA FASHION FESTA2021（2020年12月3日）
- 長野グルメフェスタ アンバサダー (2021年3月)

### MV
- kamin「アッペンダン」
- みぎてやじるし ひだりてはーと「恋しちゃおっか？」
- FUKI 「LOVE AND CRY」
- HAN-KUN「TO-KE-TE」